# Рохати (район Рудаки)
Рохати́ (тадж. Роҳатӣ) — село в районах республиканского подчинения Республики Таджикистан. 
Входит в состав джамоата (сельской общины) Рохати района Рудаки.
Находится на расстоянии 42 км от райцентра (пгт. Сомониён) и 4 км от центра джамоата (село Теппаи-Самарканди).
Население — 9080 чел. (2017).